# آرکیپا ۷۳۷

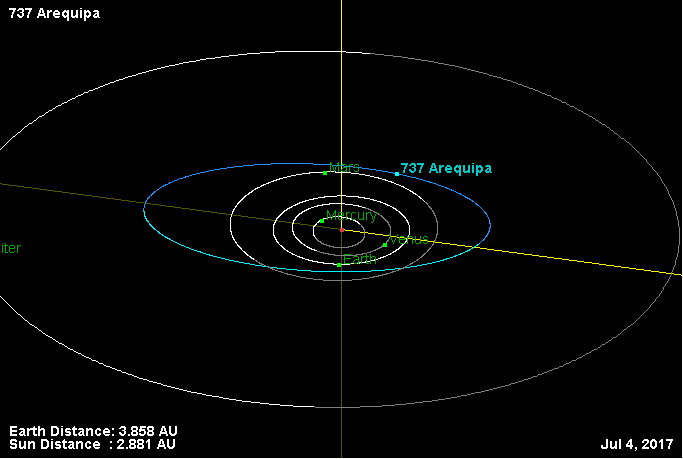
نمایی از محل قرارگیری سیارک آرکیپا ۷۳۷ در مدار – ۲۰۱۷

سیارک ۷۳۷ (به انگلیسی: 737 Arequipa، نامگذاری:1912QB) هفتصد و سی و هفتمین سیارک کشف شده‌است که در ۷ دسامبر ۱۹۱۲ کشف شد.
قدر مطلق سیارک برابر ۸٫۸۱ است.